# Live After Death
Live After Death (englisch für „Lebendig nach dem Tod“, ein Wortspiel mit „Life After Death“ = ‚Leben nach dem Tod‘) ist das erste Livealbum der britischen Heavy-Metal-Band Iron Maiden. Das Album wurde am 14. Oktober 1985 via EMI veröffentlicht. Der All Music Guide zählt es zu den besten Livealben im Metal-Genre.

## Entstehung
Die ersten zwölf Lieder und das Intro wurden in der Zeit vom 14. und 17. März 1985 in der Long Beach Arena in Long Beach, Kalifornien aufgenommen. Die restlichen fünf Lieder wurden am 8., 9., 10. und 12. Oktober 1984 im Hammersmith Odeon in London (Großbritannien) mitgeschnitten. Die Auftritte waren Teil der World-Slavery-Tour im Anschluss an die Veröffentlichung des Albums Powerslave.
Auf der ursprünglichen Doppel-LP befinden sich die in Long Beach mitgeschnittenen Lieder auf den ersten drei Seiten und die in London aufgezeichneten Lieder auf der vierten Seite. Fünf Lieder wurden im Original von Paul Di’Anno gesungen. Insgesamt wurden nur sieben Lieder vom zu dieser Zeit aktuellen Line-up auch in der Studioversion eingespielt.
Martin Birch mischte das Album während Iron Maiden gerade eine USA-Tournee absolvierten. Einzelne Lieder wurden per Luftpost zu der Band gesandt, diese schrieben „Ja“ oder „Nein“ auf die Box und sendeten sie wieder zurück. Das Album enthält keine Overdubs.

## Coverartwork
Das Cover zeigt Bandmaskottchen Eddie, wie er gerade aus seinem Grab steigt. Auf dem Grabstein befindet sich ein Zitat von H. P. Lovecraft:

“That is not dead which can eternal lie / Yet with strange aeons even death may die.”

„Es ist nicht tot, was ewig zu liegen (lügen) vermag, und in fremden Zeitaltern mag selbst der Tod sterben.“

Der Nachname von Eddie ist von einem Dreckklumpen verdeckt. Erkennbar ist nur Edward T. H. Sein vollständiger Name lautet Edward the Head.

## Veröffentlichungen
Im Dezember 1985 wurde das Album auf CD veröffentlicht. Aus Platzgründen wurden nur die Lieder aus Long Beach verwendet. Ferner wurde Running Free von 8:43 Minuten auf 3:16 Minuten gekürzt. Erst die Wiederveröffentlichung von 1998, eine Doppel-CD, enthält die in London aufgezeichneten Lieder. Bei dieser Wiederveröffentlichung wurden auch die Lücken zwischen manchen Liedern mit Publikumslärm aufgefüllt. Ebenso ist das Intro bei dem Re-Release einzeln anwählbar.
Live After Death wurde auch als VHS-Video veröffentlicht. Hierfür wurde aber ein Konzert in Long Beach an einem anderen Abend mitgeschnitten. Das Video enthält ein komplettes Konzert. Das letzte Lied des Abends (Sanctuary) ist weder auf der LP-, noch auf der CD-Version enthalten. Am 1. Februar 2008 wurde Live After Death als Doppel-DVD-Set veröffentlicht. Auf der ersten DVD befindet sich das Konzert aus der Long Beach Arena, auf der zweiten sind der zweite Teil der Iron Maiden History, die Konzertdokumentation Behind the Iron Curtain, acht Songs von Rock in Rio ’85 und ein Live-Filmmitschnitt aus ‘Ello Texas enthalten.

## Titelliste
| Seite 1: 1. Intro: Churchill’s Speech – 1:32 2. Aces High – 4:14 3. 2 Minutes to Midnight – 5:16 4. The Trooper – 4:07 5. Revelations – 5:59 6. Flight of Icarus – 3:30 Seite 2: 1. Rime of the Ancient Mariner – 14:06 2. Powerslave – 6:54 3. The Number of the Beast – 4:49 Seite 3: 1. Hallowed Be Thy Name – 7:14 2. Iron Maiden – 4:21 3. Run to the Hills – 3:50 4. Running Free – 8:16 Seite 4: 1. Wrathchild – 2:58 2. 22 Acacia Avenue – 4:58 3. Children of the Damned – 4:21 4. Die with Your Boots On – 5:39 5. Phantom of the Opera – 7:01 | 1. (Intro: Churchill’s Speech) Aces High – 5:29 2. 2 Minutes to Midnight – 5:16 3. The Trooper – 4:07 4. Revelations – 5:59 5. Flight of Icarus – 3:30 6. Rime of the Ancient Mariner – 14:06 7. Powerslave – 6:54 8. The Number of the Beast – 4:49 9. Hallowed Be Thy Name – 7:14 10. Iron Maiden – 4:21 11. Run to the Hills – 3:50 12. Running Free – 4:08 CD 1: 1. Intro: Churchill’s Speech – 1:32 2. Aces High – 4:14 3. 2 Minutes to Midnight – 5:16 4. The Trooper – 4:07 5. Revelations – 5:59 6. Flight of Icarus – 3:30 7. Rime of the Ancient Mariner – 14:06 8. Powerslave – 6:54 9. The Number of the Beast – 4:49 10. Hallowed Be Thy Name – 7:14 11. Iron Maiden – 4:21 12. Run to the Hills – 3:50 13. Running Free – 8:43 CD 2: 1. Wrathchild – 2:58 2. 22 Acacia Avenue – 4:58 3. Children of the Damned – 4:21 4. Die With Your Boots On – 5:39 5. Phantom of the Opera – 7:01 |

## Songinformationen
Einige Lieder auf Live After Death werden bei heutigen Konzerten nur sehr selten oder gar nicht mehr gespielt. Bei dem Intro handelt es sich um die berühmte „We Shall Fight on the Beaches“-Rede von Winston Churchill am 4. Juni 1940 vor dem britischen Unterhaus. Das folgende Lied Aces High behandelt die sogenannte Luftschlacht um England, die sich etwas später ereignete.
Vor dem Lied Revelations sagt Bruce Dickinson „Nice to see you, to see you is nice“, ein Zitat des britischen Entertainers Bruce Forsyth. Dieser Catchphrase wurde von Forsyth in der TV-Show The Generation Game zur Begrüßung verwendet.

## Singles und Chartplatzierungen
Mit Running Free und Run to the Hills wurden zwei Singles veröffentlicht. 1990 wurden beide Singles auf einer EP zusammen mit dem Track Listen With Nicko! Part VII im Rahmen der „The First Ten Years“-Serie veröffentlicht. Eine 1995er Wiederveröffentlichung von Live After Death enthält alle B-Seiten bis auf Sanctuary.

### Running Free
Die Single wurde am 23. September 1985 veröffentlicht. Running Free ist eine der wenigen Veröffentlichungen von Iron Maiden, die nicht Eddie als Titelmotiv zeigen. Stattdessen ist ein Livebild der Hammersmith-Odeon-Show von Fotograf Ross Halfin auf dem Cover. Die B-Seiten sind die Non-Album-Tracks Sanctuary und Murders in the Rue Morgue. Ersteres stammt von der Show in der Long Beach Arena, letzteres von der Show im Hammersmith Odeon. Die Single erreichte Platz 19 der UK-Charts.
1. Running Free (Live)
2. Sanctuary (Live)
3. Murders in the Rue Morgue (Live)

### Run to the Hills
Auch die Studioversion vom The Number of the Beast-Album wurde bereits als Single ausgekoppelt. Run to the Hills (Live) wurde am 2. Dezember 1985 veröffentlicht. Die Liveversion ist identisch mit der vom Album. Als B-Seiten wurden Phantom of the Opera (gleiche Version wie auf dem Livealbum) und Losfer Words (Big ’Orra) verwendet. Letzteres ist die einzige offizielle Liveversion dieses Instrumentalstücks. Auch diese Version stammt von der Show im Hammersmith Odeon. Die Erstauflage der Single enthielt eine Weihnachtskarte von Iron Maiden, die heute eine gesuchte Rarität darstellt. Die Single erreichte Platz 26 der UK-Charts.
1. Run to the Hills (Live)
2. Phantom of the Opera (Live)
3. Losfer Words (Big ’Orra) (Live)

## Rezeption
Das Album erreichte in England Platz 2 der Charts. In Amerika kam es als höchste Platzierung auf Platz 22 der US-Billboard-Charts. In Deutschland kletterte das Album auf Platz 15. Das Album erreichte einen Monat nach Veröffentlichung und noch vor dem Erscheinen der Compact Disc in Großbritannien Gold. In Amerika erreichte es auch im selben Jahr und in Deutschland 1993 denselben Status. In Amerika erreichten sowohl das Album als auch das Video später Platin.